# Roman o Ruži
Roman o ruži (fra. Roman de la Rose) je francuska srednjovjekovna pjesma, alegorija sna temeljena na tradiciji dvorske ljubavi. Pjesma, započeta oko 1235. na francuskom jeziku, sadrži 22.000 stihova i svrstana je u ritmičkim parovima. Više od 300 manuskriptnih verzija djela su i danas sačuvana. Autor prvih 4.000 redaka pjesme je Guillaume de Lorris. Taj dio govori o pjesnikovoj ljubavi prema mladoj ženi koja je u njegovom snu simbolizirana ružom u vrtu koji predstavlja seoski život. Zaljubljenik doživljava niz uspona i padova, no ne može konzumirati svoju ljubav. Pjesmu je dovršio Jean de Meun (oko 1240. – 1305.). Dovšio ju je kasnije i u skroz drugačijem duhu. I de Meun je nastavio alegoriju sna, no koristio je pjesmu kao način za iznošenje velike količine informacija o srednjovjekovnom životu i misli. Unatoč tim digresijama, pjesma je bila jako popularna i utjecajna kako u Francuskoj, tako i u Engleskoj, gdje je Geoffrey Chaucer preveo oko trećinu pjesme.

## Galerija
- Guillaume de Lorris - autor prvih 4,000 redova pjesme

## Vanjske poveznice
- Cijeli tekst na Projekt Gutenbergu: 1. dio, 2. dio
- Roman de la Rose s Digital Surrogates Projecta  Arhivirana inačica izvorne stranice od 2. rujna 2007. (Wayback Machine) na sveučilištu Johns Hopkins
- Roman de la Rose na web galeriji Britanske knjižnice online